# Luca Pellegrini
Luca Pellegrini (sinh ngày 7 tháng 3 năm 1999) là một cầu thủ bóng đá chuyên nghiệp người Ý hiện đang thi đấu ở vị trí hậu vệ trái cho câu lạc bộ Lazio tại Serie A theo dạng cho mượn từ Juventus và đội tuyển bóng đá quốc gia Ý.

## Sự nghiệp câu lạc bộ

### Roma
Ngày 17 tháng 4 năm 2018, Pellegrini ký hợp đồng chuyên nghiệp đầu tiên với câu lạc bộ A.S. Roma giữ anh ở lại cho đến năm 2021.
Pellegrini gia nhập câu lạc bộ ở Serie A trong mùa giải 2018–19 ở tuổi 19. Anh có trận ra mắt chuyên nghiệp trong chiến thắng 4–0 trước Frosinone ngày 26 tháng 9 năm 2018, thực hiện pha kiến tạo cho Aleksandar Kolarov ghi bàn thắng. Anh có trận ra mắt tại UEFA Champions League, trong trận đấu vòng bảng giành chiến thắng 5–0 trước FC Viktoria Plzeň.

#### Cho mượn Cagliari
Ngày 31 tháng 1 năm 2019, Pellegrini gia nhập câu lạc bộ Cagliari dưới dạng cho mượn cho đến ngày 30 tháng 6 năm 2019.

### Juventus
Ngày 30 tháng 6 năm 2019, Luca Pellegrini gia nhập câu lạc bộ đương kim vô địch Serie A Juventus với giá 22 triệu euro, còn Leonardo Spinazzola chuyển sang ngược lại với giá 29,5 triệu euro. Ngày 19 tháng 8 năm 2019, anh gia nhập Cagliari dưới dạng cho mượn trong mùa giải 2019–20. Ngày 26 tháng 9 năm 2020, Pellegrini chuyển đến Genoa dưới dạng cho mượn 1 năm. Anh chuyển đến Eintracht Frankfurt của Đức dưới dạng cho mượn 1 năm vào ngày 12 tháng 8 năm 2022.

## Sự nghiệp quốc tế
Luca Pellegrini lần đầu tiên được gọi lên đội tuyển bóng đá quốc gia Ý cho các trận đấu vòng loại UEFA Euro 2020 gặp Armenia và Phần Lan tháng 9 năm 2019.
Anh có trận ra mắt đội tuyển Ý vào ngày 11 tháng 11 năm 2020, vào sân thay người trong trận giao hữu chiến thắng 4–0 trước Estonia ở Florence.

## Thống kê sự nghiệp

### Câu lạc bộ
Tính đến 26 tháng 10 năm 2022
| Câu lạc bộ                 | Mùa giải            | Giải đấu            | Giải đấu | Giải đấu | Cúp quốc gia cup | Cúp quốc gia cup | Cúp liên đoàn | Cúp liên đoàn | Khác | Khác | Tổng cộng | Tổng cộng |
| Câu lạc bộ                 | Mùa giải            | Hạng                | Trận     | Bàn      | Trận             | Bàn              | Trận          | Bàn           | Trận | Bàn  | Trận      | Bàn       |
| -------------------------- | ------------------- | ------------------- | -------- | -------- | ---------------- | ---------------- | ------------- | ------------- | ---- | ---- | --------- | --------- |
| Roma                       | 2018–19             | Serie A             | 4        | 0        | 0                | 0                | 2             | 0             | —    | —    | 6         | 0         |
| Cagliari (mượn)            | 2018–19             | Serie A             | 12       | 0        | 0                | 0                | —             | —             | —    | —    | 12        | 0         |
| Cagliari (mượn)            | 2019–20             | Serie A             | 24       | 0        | 0                | 0                | —             | —             | —    | —    | 24        | 0         |
| Cagliari (mượn)            | Tổng cộng           | Tổng cộng           | 36       | 0        | 0                | 0                | 0             | 0             | 0    | 0    | 36        | 0         |
| Genoa (mượn)               | 2020–21             | Serie A             | 11       | 0        | 1                | 0                | —             | —             | —    | —    | 12        | 0         |
| Juventus                   | 2021–22             | Serie A             | 18       | 0        | 2                | 0                | 1             | 0             | 0    | 0    | 21        | 0         |
| Eintracht Frankfurt (mượn) | 2022–23             | Bundesliga          | 5        | 0        | 1                | 0                | 3             | 0             | —    | —    | 9         | 0         |
| Tổng cộng sự nghiệp        | Tổng cộng sự nghiệp | Tổng cộng sự nghiệp | 74       | 0        | 4                | 0                | 6             | 0             | 0    | 0    | 84        | 0         |

1. ↑  Coppa Italia, DFB-Pokal
2. 1 2 3  UEFA Champions League

### Đội tuyển quốc gia
Tính đến 11 tháng 11 năm 2020
| Đội tuyển | Năm       | Trận | Bàn |
| --------- | --------- | ---- | --- |
| Ý         | 2020      | 1    | 0   |
| Tổng cộng | Tổng cộng | 1    | 0   |

## Danh hiệu
U20 Ý
- FIFA U-20 World Cup hạng tư: 2019 [14]